# Корлат
Корлат је насељено мјесто у Равним Котарима, у сјеверној Далмацији. Припада граду Бенковцу, у Задарској жупанији, Република Хрватска.

## Географија
Корлат је од Бенковца удаљен око 8 км сјеверозападно.

## Историја
Корлат се од распада Југославије до августа 1995. године налазио у Републици Српској Крајини. Хрватско становништво је претежно напустило Корлат 1991. године, након што је прикључен Републици Српској Крајини, док су корлатски Срби село напустили у егзодусу током хрватске војне операције Олуја у августу 1995. године.

## Култура
У селу се налазе римокатоличке цркве Светог Јеронима и Свете Марије мајке Божије.

## Становништво
Прије грађанског рата у Хрватској, Корлат је био етнички мјешовито село; према попису из 1991. године, Корлат је имао 941 становника, од тога 519 Хрвата и 405 Срба. По попису становника из 2001. године, у Корлату је живјело 373 становника, од којих је апсолутна већина хрватске националности. Корлат је према попису становништва из 2011. године имао 353 становника.
| Националност       | 1991. | 1981. | 1971. | 1961. |
| Срби               | 405   | 441   | 545   | 523   |
| Хрвати             | 519   | 589   | 592   | 595   |
| Југословени        | 4     | 28    | 1     |       |
| остали и непознато | 13    | 12    | 4     |       |
| Укупно             | 941   | 1.070 | 1.142 | 1.118 |

| Демографија | Демографија | Демографија |
| Година      | Становника  | Становника  |
| ----------- | ----------- | ----------- |
| 1961.       | 1.118       |             |
| 1971.       | 1.142       |             |
| 1981.       | 1.070       |             |
| 1991.       | 941         |             |
| 2001.       | 373         |             |
| 2011.       |             | 353         |

## Попис 1991.
На попису становништва 1991. године, насељено место Корлат је имало 941 становника, следећег националног састава:
| Попис 1991.‍  | Попис 1991.‍  | Попис 1991.‍ | Попис 1991.‍ | Попис 1991.‍ |
| ------------ | ------------ | ----------- | ----------- | ----------- |
|              |              |             |             |             |
| Хрвати       | Хрвати       |             | 519         | 55,15%      |
| Срби         | Срби         |             | 405         | 43,03%      |
| Југословени  | Југословени  |             | 4           | 0,42%       |
| неопредељени | неопредељени |             | 1           | 0,10%       |
| непознато    | непознато    |             | 12          | 1,27%       |
| укупно: 941  |              |             |             |             |

## Презимена
- Ардалић — Православци
- Веселиновић — Православци
- Видић — Православци
- Граовац — Православци
- Дражић — Православци
- Кнежевић — Православци
- Кужет — Православци
- Поповић — Православци
- Радека — Православци
- Репаја — Православци
- Цупаћ — Православци[4]